# Giuseppe De Angelis
Giuseppe De Angelis (Macerata, 3 settembre 1883 – 6 dicembre 1958) è stato uno scultore italiano.

## Biografia
Nasce a Macerata da modesta famiglia di artigiani; ancora adolescente espone ad Ariano di Puglia dei pupazzi da presepe, sbalordendo il pubblico per la sua bravura ed inizia a frequentare una scuola di disegno. Nel 1900 si presenta a Giovanni Battista Tassara, il vecchio scultore dei Mille, da poco giunto a Macerata per dirigere la scuola di Arti e Mestieri.
Quindi frequenta la locale Scuola d'Arte e l'Istituto di Belle Arti a Roma, che però ben presto abbandona. Grazie ad un sussidio triennale offertogli dalla locale Società Operaia si reca a Firenze nel 1901 dove può proseguire gli studi, accolto dallo scultore siciliano Domenico Trentacoste di chiaro stampo verista. Espone a Firenze tra il 1901 e il 1902 ritratti dal vero e, terminata la sua formazione, ritorna a Macerata.
Nel 1905 partecipa alla "I° Esposizione Regionale Marchigiana" ed ottiene la medaglia d'oro, unica per la scultura. Quindi partecipa ad altre esposizioni e concorsi a Milano, Roma, Bologna e Genova, ricevendo premi e riconoscimenti.
Nel 1922 è presente con una mostra personale all "Esposizione Regionale di Macerata" ed è premiato con la medaglia d'oro del Re.
Nel 1925 riceve la nomina di Cavaliere della Corona d'Italia per meriti artistici, su proposta del Ministro della Pubblica Istruzione, Fedele. Le sue opere rimangono legate alla scuola verista ed intimista ed i suoi soggetti preferiti rimangono quelli di ispirazione pascoliana (Cala la Sera, Vita quieta, Vita intima), oltre ai soggetti religiosi (La deposizione, la Pietà) e ai parlanti ritratti (vecchio contadino marchigiano, Giosuè Carducci e Giacomo Venezian, i cui busti sono conservati presso la Sala del Consiglio dell'Università di Macerata, Busto di Garibaldi). Da segnalare, tra le sue opere, il Monumento ai caduti di Cerreto d'Esi, il Gruppo della Pietà, conservato nella chiesa di San Giuseppe a Sforzacosta (Macerata), le Tre Lunette (Madonna con bambino, San Giovanni Battista, San Gerolamo Emiliano), della facciata della Chiesa del Sacro Cuore di Macerata.
Muore solo ed in povertà il 6 dicembre 1958. Il nipote Giordano De Angelis è un poeta dialettale maceratese, che ha ottenuto numerosi riconoscimenti a livello locale e la cui opera è presente anche in biblioteche estere (in Germania, nel Massachusetts, a Londra ed a Manchester).